# 奧阿西斯 (加利福尼亞州河濱縣)
奥阿西斯（英語：Oasis）是位於美國加利福尼亞州河濱縣的一個人口普查指定地區。

## 地理
奥阿西斯的座標為33°31′39″N 116°07′34″W / 33.52750°N 116.12611°W，而該地最高點為海拔高度-43米（即-141英尺）。

## 人口
根據2010年美國人口普查的數據，奥阿西斯的面積為50.843平方千米，均為陸地。當地共有人口6890人，而人口密度為每平方千米135人。